# Auxentius von Mopsuestia
Auxentius war um 321 Bischof von Mopsuestia im östlichen Kilikien. Der Überlieferung nach hatte er den Militärdienst verlassen müssen, weil er sich trotz des Befehls von Kaiser Licinius weigerte, einer Statue des Bacchus Trauben zu opfern.
Er gilt als Bauherr einer Kathedrale in Mopsuestia für die Heiligen Tharakus, Probus und Andronikos, die während der Christenverfolgungen von Gouverneur Maximus um 304 in Anazarbos hingerichtet worden waren.
Philostorgius bezeichnet Bischof Auxentius als Arianer.
Sein Festtag ist der 18. Dezember.